# Körkarlen
Körkarlen (en suec el carro fantasma) és una pel·lícula muda sueca del 1921 dirigida i protagonitzada per Victor Sjöström, basada en la novel·la homònima de 1912 de l'autor suec Selma Lagerlöf. A la pel·lícula, Sjöström interpreta un borratxo anomenat David Holm que, la nit de Cap d'Any, és obligat pel conductor fantasmal del carruatge de la Mort a reflexionar sobre les errades del seu passat. Al costat de Sjöström, el repartiment de la pel·lícula inclou Hilda Borgström, Tore Svennberg i Astrid Holm.
Körkalen es va estrenar a Escandinàvia el Dia d'Any Nou de 1921. L'any següent, Metro Pictures Corporation va reeditar i va estrenar la pel·lícula als Estats Units sota el títol The Stroke of Midnight; fou coneguda com a Thy Soul Shall Bear Witness! al Regne Unit.
Körkalen destaca pels seus efectes especials, la seva innovadora estructura narrativa amb flashbacks dins de flashbacks, i per haver estat una gran influència en les obres d'Ingmar Bergman. S'ha caracteritzat per pertànyer a diversos gèneres—s'ha anomenat faula moral, un melodrama, una pel·lícula de fantasia, i una pel·lícula de terror. De vegades es considera una de les primeres pel·lícules de terror per la seva atmosfera i el seu impacte en les entrades posteriors del gènere. La pel·lícula es considera generalment una de les obres centrals de la història del cinema suec.

## Trama
La nit de cap d'any, la moribunda germana Edit de l'Exèrcit de Salvació té un últim desig: parlar amb David Holm. David, un borratxo, està assegut en un cementiri i explica als seus dos companys de beguds sobre el seu vell amic Georges, que li va explicar la llegenda que l'última persona que mor cada any ha de conduir el carruatge de la Mort i recollir les ànimes de tots els que morin l'any següent. El mateix Georges va morir la nit de Cap d'Any de l'any anterior.
Gustafsson, un col·lega d'Edit, troba en David, però és incapaç de convèncer-lo perquè la vagi a veure. Quan els seus amics intenten arrossegar-lo fins allà, esclata una baralla, i David és colpejat al cap amb una ampolla just abans que el rellotge soni les dotze. L'ànima de David emergeix del seu cos quan apareix el carruatge. El conductor és Georges.
Georges li recorda a David com aquest darrer va viure una vida feliç amb la seva dona Anna, els seus dos fills i el seu germà, fins que Georges el va desviar. Com es mostra en un flashback que segueix, David va ser empresonat per embriaguesa. Abans de sortir de la presó, li van mostrar el seu germà, que havia estat condemnat a una llarga pena per matar un home mentre estava borratxo. Quan David va tornar a casa, va trobar l'apartament buit. Furiós, es va decidir a buscar l'Anna i venjar-se.
Durant la seva recerca per tota Suècia, David arriba a una nova missió de l'Exèrcit de Salvació la nit de Cap d'Any. La Maria no vol contestar el timbre, ja que és molt tard, però Edit el deixa entrar. Malgrat la seva rudesa amb ella, ella li arregla l'abric mentre ell dorm. L'endemà, ella li demana que torni en un any; ella havia resat perquè el primer visitant tingués bona sort en aquest període i vol conèixer el resultat de la seva pregària. Accepta, però abans de marxar, s'arranca els pegats.
Georges informa a David que la promesa s'ha de complir i el porta contra la seva voluntat en carruatge a Edit. En un altre flashback es mostra com Edit va trobar una vegada en David en un bar amb Gustafsson i un altre home. Edit va convèncer l'altre home perquè tornés a casa amb la seva dona i li va donar a Gustafsson un anunci per una reunió de l'Exèrcit de Salvació. A la reunió, Gustafsson es va sotmetre a Déu, però David es va mantenir completament impenitent. L'Anna era a la reunió, però en David no la va reconèixer. Més tard, l'Anna va dir a Edit qui era, i Edit va intentar una reconciliació. Al principi, la parella es mostrava optimista, però aviat el comportament de David va fer que l'Anna es desesperés una vegada més. Una nit, l'Anna li va suplicar que no exposés els seus fills a la seva consumició (la mateixa malaltia mortal que li va encomanar a l'Edit). Quan es va negar, l'Anna el va tancar a la cuina i va intentar tornar a fugir amb els seus fills, però es va desmaiar. Ell va trencar la porta amb una destral, però no la va fer mal físicament.
Quan en George entra a l'habitació d'Edit, ella li suplica que la deixi viure fins que torni a veure en David. Ella creu que és ella la culpable dels seus pecats magnificats, ja que va tornar a reunir la parella. Quan David escolta això, s'emociona profundament. Li besa les mans, i quan l'Edit veu el seu penediment, pot morir en pau. Georges no l'agafa, dient que altres vindran a buscar-la. Aleshores li mostra a David que l'Anna, amb por de deixar els seus fills sols després que ella mateixa mori de consumició, planeja enverinar-los i a ella mateixa. David demana a Georges que faci alguna cosa, però Georges no té poder sobre els vius. Aleshores David recupera la consciència al cementiri. Es dirigeix cap a l'Anna abans que pugui actuar. Amb moltes dificultats, la convenç que desitja sincerament reformar-se.

## Repartiment
- Victor Sjöström - David Holm
- Hilda Borgström - Anna Holm
- Tore Svennberg - Georges
- Astrid Holm - Edit
- Concordia Selander - Mare d'Edit
- Lisa Lundholm - Maria
- Einar Axelsson - Germà de David
- Nils Aréhn - Capellà de la presó
- Olof Ås - Primer conductor
- Tor Weijden - Gustafsson
- Simon Lindstrand - Company de David
- Nils Elffors - Company de David
- John Ekman - Cap de policia

## Producció

### Desenvolupament
A partir de 1917, hi va haver un acord entre Selma Lagerlöf i A-B Svenska Biografteatern per adaptar almenys una novel·la de Lagerlöf per al cinema cada any. Abans de Körkalen, Sjöström havia fet tres d'aquestes adaptacions que havien estat ben acollides per la crítica, el públic i la mateixa Lagerlöf. Com que totes havien tingut lloc en un entorn rural, Sjöström va pensar que volia un canvi per al quart i va suggerir el Körkarlen urbà i aspra. Lagerlöf es mostrava inicialment escèptica sobre la possibilitat d'adaptar els elements de l'ocultisme i misticisme de la novel·la, i Sjöström era ben conscient de les dificultats. El guió va trigar vuit dies a acabar-se i l'abril de 1920 Sjöström va viatjar a la mansió de Lagerlöf Mårbacka a Värmland per presentar-lo. Després de dues hores de Sjöström llegint en veu alta i interpretant tot el guió ell mateix, Lagerlöf va respondre oferint-li el sopar, que Sjöström va prendre com a aprovació.

### Rodatge

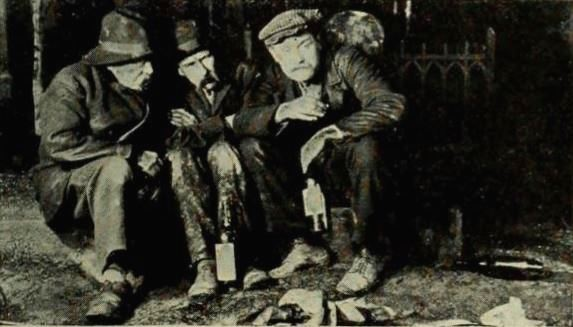
Imatge de la pel·lícula.

El rodatge va tenir lloc de maig a juliol de 1920 als estudis de Filmstaden recentment inaugurats a Solna. L'escenografia es va inspirar en Landskrona al sud de Suècia, que corresponia al que Lagerlöf tenia en ment a l'hora d'escriure la novel·la. El desig original de Lagerlöf era filmar-la a Landskrona, però Sjöström va optar per fer-ho a l'estudi per raons tècniques.

### Post producció
La postproducció va ser famosament llarga i intensa a causa de l'ús extensiu d'efectes especials, desenvolupats pel director de fotografia Julius Jaenzon i l'executiu de laboratori Eugén Hellman. Les doble exposicions realitzades a la càmera (la impressió òptica no va estar disponible fins a principis de la dècada de 1930), ja les havia utilitzat Jaenzon a Herr Arnes pengar el 1919, però aquí es van desenvolupar per ser molt més avançades amb diverses capes. Això va permetre als personatges fantasmes caminar en tres dimensions, podent ser coberts primer per un objecte en primer pla, però quan en la mateixa presa caminaven davant de l'objecte, es veurien a través del cos semitransparent del fantasma. Una de les dificultats va ser que les càmeres anaven a mà, és a dir, la càmera s'havia de girar exactament a la mateixa velocitat en diferents exposicions perquè el resultat final semblés natural.

## Estrena
Körkalen es va estrenar a Escandinàvia el Dia d'Any Nou de 1921. La pel·lícula va tenir la seva primera projecció a l'estranger a Londres el 4 de febrer de 1921. Al Regne Unit, es va estrenar sota el títol Thy Soul Shall Bear Witness!.
L'any següent, Metro Pictures Corporation va reeditar i va estrenar la pel·lícula als Estats Units sota el títol The Stroke of Midnight. Aquesta versió reeditada de la pel·lícula va alterar la seva estructura narrativa de tal manera que la llegenda del carruatge de la Mort no s'introdueix fins a la meitat del seu temps d'execució. Aquesta versió de la pel·lícula es va projectar al Criterion Theatre a la Nova York.
Segons Paul Mayersberg, els diferents títols sota els quals es va estrenar la pel·lícula "reflecteixen la incertesa dels distribuïdors de l'època a l'hora d'identificar el seu gènere: història de fantasmes, terror, thriller, faula religiosa?"

### Recepció crítica
Després de la seva publicació, un crític de la revista The Bioscope va concloure que "Allà on es mostri [Körkalen] ajudarà a afegir dignitat i importància a l'art del cinema".

## Llegat

### Avaluacions retrospectives
Al lloc web de l'agregador de ressenyes Rotten Tomatoes, la pel·lícula té una puntuació d'aprovació del 100% basada en 15 ressenyes, amb una valoració mitjana de 8,9/10.
El 1976, Justin Fox de Films and Filming va escriure que Körkalen era inferior a la pel·lícula de terror de l'expressionisme alemany de 1920 El gabinet del Dr. Caligari, afirmant que Caligari evita "les ingenuïtats melodramàtiques que es troben en l'al·legoria de la segona oportunitat" interessant però massa sòbria de Sjöström". Anys més tard, Jonathan Rosenbaum del Chicago Reader va lloar Körkalen, considerant-la l'obra mestra de Sjöström. El 2008, Marco Lanzagorta de PopMatters va aplaudir les tècniques de càmera i l'estructura narrativa de la pel·lícula; va assenyalar elements del comentari social, citant la "història políticament carregada de la pel·lícula al voltant dels efectes socials negatius de l'alcoholisme i la pobresa a la Suècia dels anys vint", i la va anomenar "probablement […] una de les millors pel·lícules mai fetes".
El 2012, Körkalen va ser votada com la millor pel·lícula sueca de tots els temps per una enquesta de 50 crítics i acadèmics de cinema realitzada per la revista de cinema sueca FLM.
El 2019 Dave Trumbore de Collider va considerar Körkalen com una de les millors pel·lícules de terror estrenades entre 1900 i 1950. Aquell mateix any, Jim Vorel de Paste la va anomenar la millor pel·lícula de terror de 1921, anomenant-la "una obra mestra de la composició i un avenç en els primers efectes pràctics (especialment les exposicions dobles per simular la transparència fantasmal) dins del gènere de terror, tot i que la pel·lícula funciona. Tant com una faula de moralitat i un melodrama exagerat."

### Influència
Körkalen va ser una influència en el posterior director de cinema suec Ingmar Bergman que també va utilitzar la figura de la mort a El setè segell, on es referia a ell com a "mestre estricte" és una referència a Körkalen. Bergman també va contractar Sjöström en el paper principal de Maduixes silvestres, que també inclou referències a la pel·lícula. Bergman ha dit que la va veure per primera vegada als 15 anys i que la va veure almenys una vegada l'any. L'obra de televisió Bildmakarna (2000), dirigida per Bergman, és un drama històric que representa la realització de Körkalen.
Apareix al llibre de referència cinematogràfica 1001 Movies You Must See Before You Die, que llegeix: "Körkalen no sols va consolidar la fama del director, guionista i actor Victor Sjöström i el cinema mut suec, sinó que també va tenir una influència artística ben documentada en molts grans directors i productors." La pel·lícula de terror de Stanley Kubrick del 1980 The Shining presenta diverses similituds temàtiques i visuals amb Körkalen, és a dir, els efectes de l'alcoholisme en una unitat familiar, i una seqüència en què un pare utilitza una destral per trencar una porta de fusta per arribar a la seva dona i al seu fill que fugen. La pel·lícula de 1979 Terror a Amityville conté una escena similar.